# Wer küßt wen?
Wer küßt wen? ist ein mit bescheidensten Mitteln hergestelltes, österreichisches Filmlustspiel aus dem Jahre 1947 von Wolf-Dietrich Friese mit Alexander Trojan in einer Doppelrolle.

## Handlung
Architekt Peter und der Wirt des Gasthofs zum Ochsen, Kaspar, sind Zwillingsbrüder. Da Kaspar stark unter dem Pantoffel seiner resoluten Gattin Rosl steht, beschließen die beiden Männer, kurzerhand ihre Leben vorübergehend auszutauschen, sodass Peter versuchen kann, die energische Rosl zu zähmen. Tatsächlich hat Peter mit seiner handfesten Art, sich durchzusetzen, Erfolg und kann Rosl wieder „auf Linie“ bringen, sodass Kaspar auf eine bessere Ehezukunft blicken kann. Derweil muss Kaspar in Peters Fußstapfen treten und, obwohl er keine Ahnung davon hat, für seinen Bruder an einem Skirennen teilnehmen. Mehr zufällig als beabsichtigt, gewinnt er dieses auch noch. Bei der Siegesfeier, der auch Peter beiwohnt, muss dieser mit ansehen, wie Kaspar seine (Peters) Freundin Liesel küsst, die glaubt, Peter vor sich zu haben. Prompt kommt es zu einer von Eifersüchteleien geprägten, handfesten Auseinandersetzung zwischen den beiden Zwillingen. Man beschließt, es sei doch besser in die eigene Identität zurückzukehren und zu versuchen, mit der eigenen Frau glücklich zu werden.

## Produktionsnotizen
Wer küßt wen? entstand in Wien und den österreichischen Alpen und wurde am 11. Dezember 1947 in Wien uraufgeführt. Die deutsche Premiere war am 20. Februar 1949 in Düsseldorf unter dem Titel Die vertauschten Ehemänner.
August Diglas übernahm die Produktionsleitung. Sepp Rothauer entwarf die Filmbauten.

## Kritik
Im Lexikon des Internationalen Films heißt es knapp: „Ein nur mäßig witziges Verwechslungslustspiel.“